# Seo-myeon, Namhae-gun
Seo-myeon (koreanska: 서면) är en socken i kommunen Namhae-gun i provinsen Södra Gyeongsang i den södra delen av Sydkorea, 320 km söder om huvudstaden Seoul. Den ligger på västra delen av ön Namhaedo.